# Campionati del mondo di mezza maratona 2003
I Campionati del mondo di mezza maratona 2003 (12ª edizione) si sono svolti il giorno 4 ottobre a Vilamoura, in Portogallo. Vi hanno preso parte 171 atleti (di cui 98 uomini e 73 donne) in rappresentanza di 49 nazioni.

## Gara maschile

### Individuale
| Posizione | Atleta               | Nazionalità | Tempo    |
| --------- | -------------------- | ----------- | -------- |
| Oro       | Martin Lel           | Kenya       | 1h00'49" |
| Argento   | Fabiano Joseph Naasi | Tanzania    | 1h00'52" |
| Bronzo    | Martin Hhaway Sulle  | Tanzania    | 1h00'56" |
| 4º        | John Cheruiyot Korir | Kenya       | 1h01'02" |
| 5º        | John Yuda Msuri      | Tanzania    | 1h01'13" |
| 6º        | Yusuf Songoka        | Kenya       | 1h01'18" |
| 7º        | Zersenay Tadese      | Eritrea     | 1h01'26" |
| 8º        | Jackson Koech        | Kenya       | 1h01'28" |
| 9º        | Tesfaye Tola         | Etiopia     | 1h01'35" |
| 10º       | Ridouane Harroufi    | Marocco     | 1h02'46" |
| 11º       | Dereje Adere         | Etiopia     | 1h02'47" |
| 12º       | Abderrahim Goumri    | Marocco     | 1h02'59" |
| 13º       | Paulo Gomes          | Portogallo  | 1h03'00" |
| 14º       | Kazuyuki Maeda       | Giappone    | 1h03'07" |
| 15º       | Wilson Busienei      | Uganda      | 1h03'08" |

### A squadre
| Posizione | Squadra  | Atleti                                                   | Tempo    |
| --------- | -------- | -------------------------------------------------------- | -------- |
| Oro       | Tanzania | Fabiano Joseph Naasi Martin Hhaway Sulle John Yuda Msuri | 3h03'01" |
| Argento   | Kenya    | Martin Lel John Cheruiyot Korir Yusuf Songoka            | 3h03'09" |
| Bronzo    | Etiopia  | Tesfaye Tola Dereje Adere Mesfin Hailu                   | 3h07'34" |
| 4º        | Marocco  | Ridouane Harroufi Abderrahim Goumri Rachid Aït Bensalem  | 3h09'22" |
| 5º        | Eritrea  | Zersenay Tadese Tecle Menghisteab Tesfayohannes Mesfen   | 3h09'25" |

## Gara femminile

### Individuale
| Posizione | Atleta              | Nazionalità | Tempo    |
| --------- | ------------------- | ----------- | -------- |
| Oro       | Paula Radcliffe     | Regno Unito | 1h07'35" |
| Argento   | Berhane Adere       | Etiopia     | 1h09'02" |
| Bronzo    | Benita Johnson      | Australia   | 1h09'26" |
| 4ª        | Lidiya Grigoryeva   | Russia      | 1h09'32" |
| 5ª        | Constantina Diță    | Romania     | 1h10'05" |
| 6ª        | Alla Zhilyaeva      | Russia      | 1h10'13" |
| 7ª        | Lyudmila Biktasheva | Russia      | 1h10'31" |
| 8ª        | Susan Chepkemei     | Kenya       | 1h10'35" |
| 9ª        | Mikie Takanaka      | Giappone    | 1h10'36" |
| 10ª       | Alina Ivanova       | Russia      | 1h10'59" |
| 11ª       | Helena Javornik     | Slovenia    | 1h11'17" |
| 12ª       | Sylvia Mosqueda     | Stati Uniti | 1h11'22" |
| 13ª       | Takako Kotorida     | Giappone    | 1h11'37" |
| 14ª       | Yesenia Centeno     | Spagna      | 1h11'53" |
| 15ª       | Luminiţa Talpoş     | Romania     | 1h12'02" |

### A squadre
| Posizione | Squadra     | Atleti                                               | Tempo    |
| --------- | ----------- | ---------------------------------------------------- | -------- |
| Oro       | Russia      | Lidiya Grigoryeva Alla Zhilyaeva Lyudmila Biktasheva | 3h30'16" |
| Argento   | Giappone    | Mikie Takanaka Takako Kotorida Risa Hagiwara         | 3h34'23" |
| Bronzo    | Romania     | Constantina Diță Luminiţa Talpoş Nuţa Olaru          | 3h35'07" |
| 4ª        | Etiopia     | Berhane Adere Teyba Erkesso Deriba Alemu             | 3h36'37" |
| 5ª        | Regno Unito | Paula Radcliffe Kathy Butler Hayley Yelling          | 3h36'44" |

## Medagliere
| Posizione | Paese       | Oro | Argento | Bronzo | Totale |
| --------- | ----------- | --- | ------- | ------ | ------ |
| 1         | Tanzania    | 1   | 1       | 1      | 3      |
| 2         | Kenya       | 1   | 1       | 0      | 2      |
| 3         | Regno Unito | 1   | 0       | 0      | 1      |
| 3         | Russia      | 1   | 0       | 0      | 1      |
| 5         | Etiopia     | 0   | 1       | 1      | 2      |
| 6         | Giappone    | 0   | 1       | 0      | 1      |
| 7         | Australia   | 0   | 0       | 1      | 1      |
| 7         | Romania     | 0   | 0       | 1      | 1      |
| Totale    | Totale      | 4   | 4       | 4      | 12     |